# Инге I Горбун
Инге Харальдссон, или Инге I Горбун (др.-сканд. Ingi krókhryggr; 1135 — 3 февраля 1161) — король Норвегии на протяжении почти всей своей короткой жизни. Единственный законный сын Харальда IV и Ингрид, внучки шведского короля Инге Стенкильсона (в честь которого и назван). Его правление было ознаменовано непрестанной борьбой с внебрачными сыновьями Харальда и их потомками.
Считается, что свое прозвище получил после того, как во время битвы у Мюнне (Минне) 1137 года находился за пазухой у военачальника Тьостольфа Алисона и из-за неудобного положения у младенца искривилась спина.

## Биография
После смерти Харальда IV годовалый Инге был объявлен королём вместе со своим единокровным братом, Сигурдом II. Их опекунам удалось одолеть нескольких претендентов на престол — Магнуса IV и Сигурда Слемби. В 1142 году в Норвегии появился третий правитель в лице Эйстейна Магнуссона, который называл себя сыном Харальда; ему отошла треть Норвежского королевства.
С именем Инге Харальдссона связано учреждение Нидаросской епископии — зародыша самостоятельной Норвежской церкви. В 15-летнем возрасте Инге председательствовал на Бергенском съезде знати и духовенства. Его политическая самостоятельность вызвала зависть Сигурда и Эйстейна, которые стали готовить его свержение.
С 1155 года в Норвегии начался период затяжных гражданских войн, которые подточили основы национальной государственности. На первом этапе Эйстейн и Сигурд были устранены сторонниками Инге. С 1157 года при поддержке широких слоёв крестьянства на престол стал метить внебрачный сын Сигурда — будущий Хокон II Широкоплечий. Стычка с его сторонниками близ Осло в 1161 году стоила Инге жизни.